# Gottfrid Rapp
Gottfrid Ebbe Rapp (18 agosto 2005) è un calciatore svedese, centrocampista dell'Elfsborg.

## Carriera

### Club
È cresciuto nel settore giovanile dell'Elfsborg, con cui ha firmato il primo contratto professionistico il 6 aprile 2023. Ha debuttato in prima squadra il 28 maggio seguente nell'incontro di Allsvenskan vinto 3-0 contro il Malmö FF.

### Nazionale
Ha giocato con le nazionali svedesi Under-17, Under-19 ed Under-21.

## Statistiche

### Presenze e reti nei club
Statistiche aggiornate al 24 gennaio 2025.
| Stagione        | Squadra         | Campionato      | Campionato | Campionato | Coppe nazionali | Coppe nazionali | Coppe nazionali | Coppe continentali | Coppe continentali | Coppe continentali | Altre coppe | Altre coppe | Altre coppe | Totale | Totale | Totale |
| Stagione        | Squadra         | Comp            | Pres       | Reti       | Comp            | Pres            | Reti            | Comp               | Pres               | Reti               | Comp        | Pres        | Reti        | Pres   | Reti   |        |
| --------------- | --------------- | --------------- | ---------- | ---------- | --------------- | --------------- | --------------- | ------------------ | ------------------ | ------------------ | ----------- | ----------- | ----------- | ------ | ------ | ------ |
| 2023            | Elfsborg        | A               | 7          | 0          | CS+CS           | 0+1             | 0               | -                  | -                  | -                  | -           | -           | -           | 8      | 0      |        |
| 2024            | Elfsborg        | A               | 6          | 0          | CS+CS           | 4+1             | 0               | UEL                | 5                  | 0                  | -           | -           | -           | 16     | 0      |        |
| Totale carriera | Totale carriera | Totale carriera | 13         | 0          |                 | 6               | 0               |                    | 5                  | 0                  |             | -           | -           | 24     | 0      |        |